# Dead on Time
"Dead on Time" (en español: "Muerto a tiempo") es una canción compuesta por Brian May para el séptimo álbum de estudio de Queen llamado Jazz. Esta canción tiene características de la forma más rápida y agresiva guitarra por parte de su autor, así como una feroz batería tocada por Roger Taylor. Realizado a una vertiginosa velocidad, es considerado por la mayoría de los fanes un número ideal en vivo, pero curiosamente nunca fue tocado en concierto; May solo incorporó fragmentos de él en sus solos de guitarra en el Jazz Tour. 
Jazz era una caja de sonidos, una llamativa mezcla experimental de estilos musicales donde cada integrante de la banda dejaba una canción distinta, sin seguir una línea compositiva sino que sus estilos armónicos a gusto, característica de su eclecticismo que es posible encontrar en todos los álbumes del grupo en mayor o menor medida. 
Dentro de esa mágica selva de sonidos, encontramos una rabiosa y potente canción llamada "Dead on Time". Un melodía memorable y algo frenética escrita por el guitarrista y doctor en astrofísica y astronomía Brian May.
Esta pieza musical de Brian May es considerada, por la siempre fieles fanáticos de Queen, como uno de los trabajos en guitarra más rápidos y agresivos del virtuoso guitarrista, y que va muy a la par con los locos "rulos" de batería por parte de Roger Taylor y la sólida y veloz línea de bajo de John Deacon, lo cual hace de la canción una verdadera joya para ser escuchada en vivo, pero la banda nunca lo hizo y quizás se debía a sobre el escenario no tendría la misma energía que la que transmitía dentro del disco y eso podría traer críticas o desilusiones por parte de los fanes.
La canción tiene ciertos rasgos parecidos a los acordes de "Keep Yourself Alive", perteneciente al álbum Queen de 1973, especialmente en la parte de guitarra, aunque en "Dead on Time" la velocidad de los dedos es mayor y el tempo mucho más veloz.
Al analizar la parte lírica, esta canción trata sobre un individuo que vive todo el tiempo de mentiras y engaños y que siempre se mete en líos para poder subsistir ante sus impulsos.
La letra y la música van de la mano, el vértigo, la energía y todo lo salvaje de este personaje tiene buena compañía entre tantos riffs y toques de batería, a eso se suma la gran interpretación en la voz líder por parte de Freddie Mercury, que deja en claro el por qué es uno de los mejores vocalistas del rock.
En la parte final de la canción se pueden dar cuenta de un insólito sonido de un trueno mientras Freddie le grita al cielo: "You're dead!". 
Dicho trueno fue grabado por May con una grabadora portátil mientras pasaba sus vacaciones en algún lugar de Europa y tuvo la idea de colocar en los créditos a "Dios" por prestarle el efecto de sonido perfecto para su canción. Pero solo fue una broma interna de la banda.